# رادیکوو
رادیکوو (به چکی: Radíkov) یک منطقهٔ مسکونی در جمهوری چک است که در ناحیه پرروف واقع شده‌است. رادیکوو ۷٫۰۴ کیلومتر مربع مساحت و ۱۴۴ نفر جمعیت دارد و ۵۰۶ متر بالاتر از سطح دریا واقع شده‌است.